# 耶氏突吻鱈
耶氏突吻鱈，為輻鰭魚綱鱈形目鼠尾鱈科的其中一種，分布於太平洋海域，屬深海底棲性魚類，深度3400-5800公尺，體長可達63公分，棲息在底層水域，生活習性不明。

## 扩展阅读
維基物種上的相關：耶氏突吻鱈